# Xhelal Zogu
Xhelal Zogu (nato Xhelal Zogolli; Lis, 14 maggio 1881 – Istanbul, 26 febbraio 1944) è stato un politico e principe albanese, fratellastro maggiore del re Zog I di Albania.

## Biografia
Xhelal Bey Zogu nacque come Xhelal Zogolli il 14 maggio 1881 nel Castello di Burgajet a Lis, in Albania, nell'allora Impero ottomano. Era figlio del governatore ereditario di Mat, Xhemal Zogolli, e della sua prima moglie Zenja Malika Hanem. Rimase orfano di madre a tre anni, quando Malika morì durante il secondo parto, insieme a suo bambino. Alcuni anni dopo, suo padre si risposò con Sadije Toptani, da cui ebbe due figli e sei figlie. 
Come figlio maggiore, avrebbe dovuto ereditare il ruolo di governatore di Mat, ma per ragioni sconosciute fu scartato a favore del fratellastro minore Zog.  
Xhelal studiò al Liceo Darüşşafaka di Istanbul, per poi laurearsi in giurisprudenza, divenendo prima procuratore statala e poi giudice. Presiedette il processo contro Haxhi Qamili e gli altri leader della rivolta contadina in Albania del 1915. In seguito entrò in politica, venendo eletto tre volte al parlamento albanese, una volta come rappresentante di Diber e due per il Kosovo. 
Nel 1929 suo fratello Zog divenne re di Albania e lo creò Sua Altezza Reale Principe Xhelal Bey di Albania, al che Xhelal si ritirò dalla politica.  
Morì il 26 febbraio 1944 a Istanbul, dove era fuggito nel 1939, durante l'invasione italiana dell'Albania.

## Famiglia e discendenza
Xhelal Zogu si sposò quattro volte:
- Ruhije Doshishti. Figlia di Salih Agolli Doshishti e Gylije Allaj, era la sorella del marito di Adile Zogu, sorellastra di Xhelal. Si sposarono nel 1908 e divorziarono nel 1912. Da lei ebbe un figlio e una figlia:
  - Said Zogu. Morì infante.
  - Melek Zogu. Morì infante.
- Ikbal Pekkini. Figlia di Izzet Pekkini, si sposarono nel 1931. Morì di parto nello stesso anno, mettendo al mondo una figlia:
  - Elvira Zogu. Sopravvissuta fino all'età adulta.
- Faika Minxhalliu. Si sposarono nel 1932 e divorziarono nel 1933. Da lei ebbe un figlio:
  - Skënder Zogu. Secondo in linea per l'ex trono albanese dopo l'attuale pretendente Leka Zogu.
- Hyrijet Allaj. Figlia di Emin Bey Allaj, governatore di Elbasan, e Ulkije Binbashi, si sposarono nel 1933. Hyrijet rimase vedova nel 1944. Da lei ebbe due figlie e due figli:
  - Melite Zogu. Sopravvissuta fino all'età adulta.
  - Vera Zogu. Sopravvissuta fino all'età adulta.
  - Mirgin Zogu. Sopravvissuto fino all'età adulta.
  - Genc Zogu (1938-1944)